# Fahrgastwechselzeit

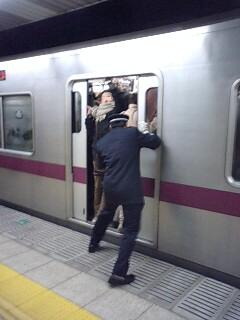
Bei der U-Bahn Tokio drücken in den Hauptverkehrszeiten spezielle Angestellte die Passagiere in die überfüllten Wagen, damit sich die Türen schließen können

Als Fahrgastwechselzeit oder Haltezeit mit offenen Türen wird die Zeit bezeichnet, in der Fahrgäste an einer Haltestelle oder einem Bahnhof ein- und aussteigen. Meist wird der Begriff in Zusammenhang mit dem öffentlichen Personennahverkehr verwendet. Auf die Länge der Fahrgastwechselzeit hat vor allem das Fahrgastaufkommen, also die Anzahl und die örtliche Verteilung der Ein- und Aussteiger einen wesentlichen Einfluss. Darüber hinaus ist die Fahrgastwechselzeit sowohl für die Konstruktion von Fahrzeugen als auch für den pünktlichen Betrieb sowie die Reisezeit eines Verkehrsmittels von Bedeutung. Anhand der, beispielsweise durch Fahrgastzählungen ermittelten, Zahl der an einer Station ein- und aussteigenden Fahrgäste lässt sich die Haltezeit bestimmen und in den Fahrplan einarbeiten.

## Einflussfaktoren

### Fahrzeugseitig
Bei der Konstruktion eines Fahrzeugs wird die Fahrgastwechselzeit als fahrzeugspezifische Größe aufgefasst, die als Funktion der Fahrgastwechselquote dargestellt werden kann. Die Fahrgastwechselquote gibt den Anteil der ein- und aussteigenden Passagiere von der doppelten Gesamtkapazität des Fahrzeugs an. Kann ein Triebzug beispielsweise 200 Personen aufnehmen, steigen bei einer Fahrgastwechselquote von 100 Prozent 200 Fahrgäste aus und 200 Fahrgäste wieder ein. Verlassen an einem Bahnhof 80 Fahrgäste den Zug und kommen 20 neue hinzu, liegt die Fahrgastwechselquote bei 25 Prozent. Zur Berechnung der Fahrgastwechselzeit werden Durchschnittswerte verwendet, sodass Vergleichbarkeit durch konkrete Zeitangaben entsteht. Wird ein neues Fahrzeug entwickelt, so ist vom Auftraggeber die Funktion der Fahrgastwechselzeit meist vorgegeben. Von Bedeutung ist sie hauptsächlich bei Regionalzügen, S-Bahnen, U-Bahnen, Stadtbahnen, Straßenbahnen, Oberleitungsbussen und Stadtbussen während im Schienenpersonenfernverkehr sowie im Fernbusverkehr wenige Halte mit relativ langer Haltezeit eingelegt werden und die Fahrgastwechselzeit so von geringerer Bedeutung bleibt.
Fahrzeughersteller wiederum können die Fahrgastwechselzeit durch die Gestaltung des Innenraums (Breite der Gänge, Mittelgang oder Seitengang, Position der Haltestangen, wenige oder gar keine Zwischentüren, durchgehende Begehbarkeit des Zuges, Stauraum für sperriges Gepäck) und besonders durch die Anzahl, Breite und Aufteilung der Ein- und Ausstiege beeinflussen. Im Fahrzeug können zusätzliche Wege zu Entwertern oder Fahrkartenautomaten entstehen. Außerdem ist das Verhältnis zwischen Sitz- und Stehplätzen für die Zirkulation im Fahrzeug relevant, erstere wirken sich diesbezüglich eher negativ aus. Darüber hinaus begünstigt eine einheitliche Wagenklasse eine kurze Fahrgastwechselzeit. Müssen die Fahrgäste hingegen erst einen bestimmten Bereich – darunter zum Beispiel auch ein Frauen- oder Raucherabteil – aufsuchen, kann dies dazu führen, dass diese nicht sofort einsteigen und daher die Abfahrt verzögern. So wurden beispielsweise 1944 bei der Wiener Elektrischen Stadtbahn zur besseren Verteilung der Fahrgäste auf die einzelnen Wagen die speziellen Raucherwagen abgeschafft.
Auch die Bauart der Türen spielt wegen der Dauer des Öffnungs- und Schließvorgangs für die Fahrgastwechselzeit eine Rolle; zweiflügelige Schiebetüren schließen bei gleicher Breite oft schneller als einflügelige Türen. Zusätzliche Zeit geht verloren, wenn Klapptrittstufen, Schiebetritte, Rollstuhlrampen oder Hebebühnen aus- und eingefahren werden müssen. Bei Doppelstockwagen spielt ferner die Breite, Anzahl und Anordnung der Treppenaufgänge eine Rolle. Ein weiterer Fokus liegt auf der Türsteuerung und der Frage, ob der Fahrer die Türen zwangsschließen kann, oder ob einzelne verspätete Fahrgäste die Abfahrt durch Nachdrängen ins Fahrzeug beziehungsweise Blockieren der Lichtschranken respektive Trittstufen immer wieder verzögern können. In vielen Verkehrsmitteln kann außerdem bereits vor Ankunft an der Station der Türöffnungswunsch per Knopfdruck angemeldet werden, damit sich die Tür sofort nach Freigabe durch den Fahrer öffnet. Eine weitere Möglichkeit wertvolle Sekunden beim Stationsaufenthalt einzusparen ist das sogenannte zentrale Öffnen, wie es seit 2016 auf der Stammstrecke der S-Bahn München praktiziert wird. Hierbei öffnet der Fahrer unmittelbar nach Ankunft alle Türen gleichzeitig.
Weitere Einflussfaktoren ergeben sich durch die konsequente Nutzung der Niederflurtechnik oder zumindest die Reduzierung der zu überwindenden Stufen beim Ein- und Ausstieg. Teilweise wird das Treppensteigen auch in das Innere des Fahrzeugs verlagert und kann somit noch nach Abfahrt erfolgen, beispielsweise bei Low-Entry-Bussen oder nur partiell niederflurigen Fahrzeugen mit unterschiedlichen Fußbodenhöhen im Innenraum beziehungsweise mit Podesten. Beim Fahrgastflussverfahren wiederum benutzen die Fahrgäste zum Ein- und Ausstieg getrennte Türen und kommen sich dadurch nicht in die Quere.
Des Weiteren werden oft auch die Fahrzeugtüren in einer von der übrigen Wagenfarbe abweichenden Kontrastfarbe lackiert, damit die wartenden Fahrgäste die Einstiege von außen schon früh erkennen können. Beim Straßenbahntyp Solaris Tramino wiederum leuchtet eine Lichtleiste über den Einstiegen grün so lange der Zustieg noch möglich ist beziehungsweise rot nach Beendigung des Fahrgastwechsels. Für die bereits im Fahrzeug befindlichen Fahrgäste wird in manchen Verkehrsmitteln vor Ankunft die Ausstiegsseite angesagt oder angezeigt.
Von Vorteil ist zudem, wenn die Fahrgäste bereits vom Bahnsteig aus überblicken können, wo im Fahrzeug sich noch freie Plätze befinden. Aus diesem Grund hatten beispielsweise die Wiener Stadtbahnwagen besonders niedrige Fensterbrüstungen in einer Höhe von nur 790 Millimetern über dem Wagenfußboden.

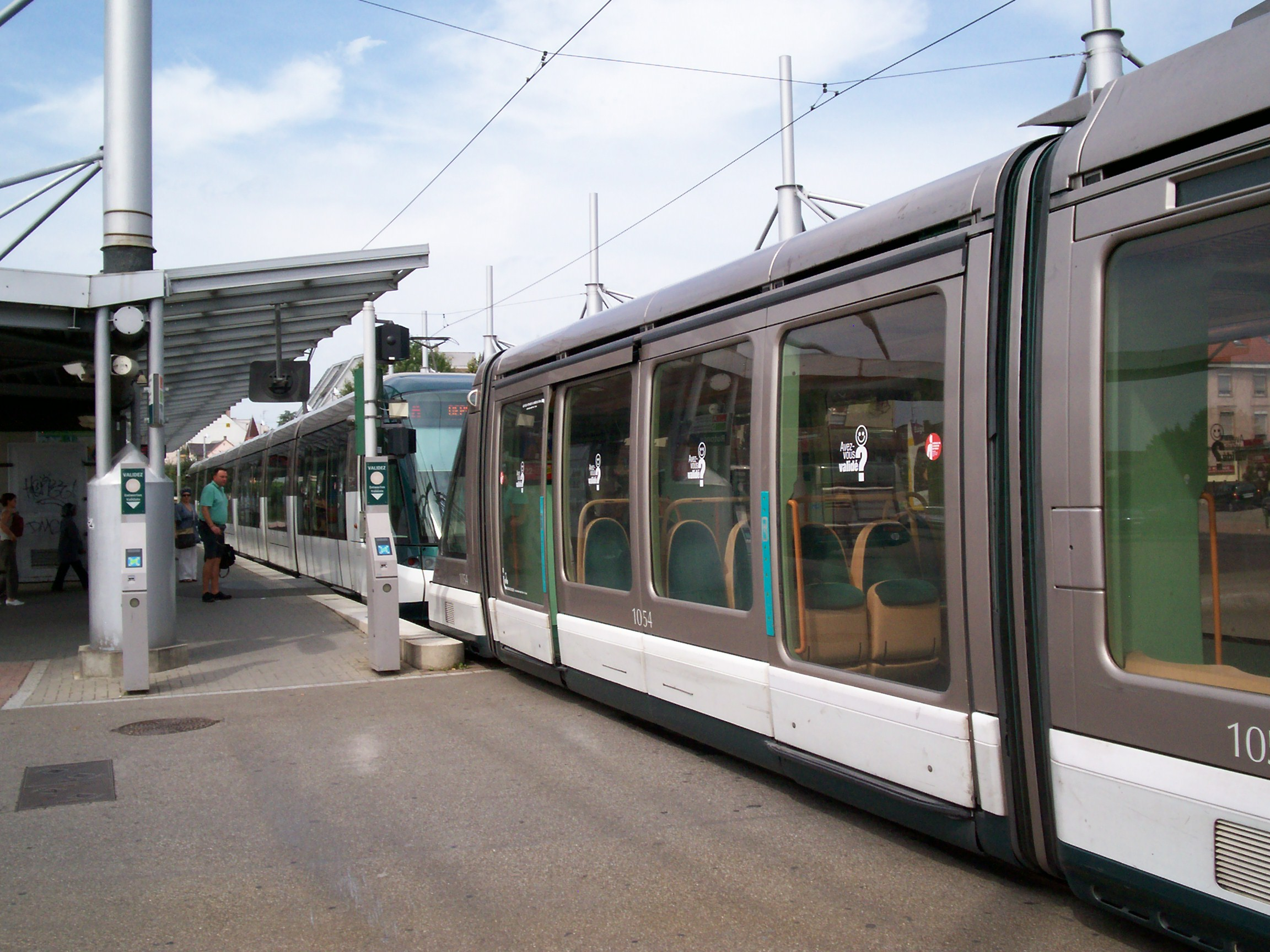
Eurotram bei der Straßenbahn Strasbourg: breite Einstiege beschleunigen den Fahrgastfluss, breite einteilige Schiebetüren haben jedoch längere Schließzeiten zur Folge
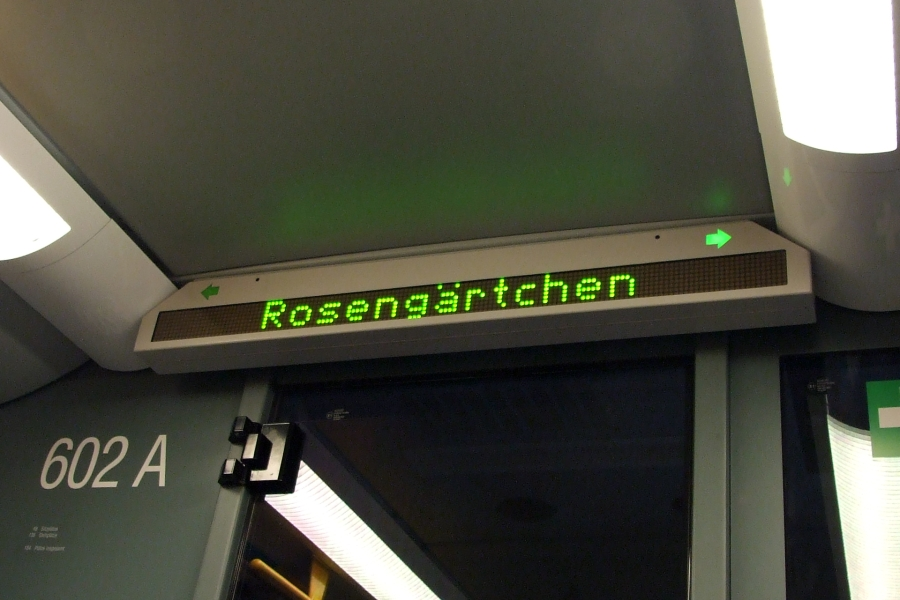
Der grüne Pfeil rechts zeigt die Ausstiegsseite an der nächsten Station an
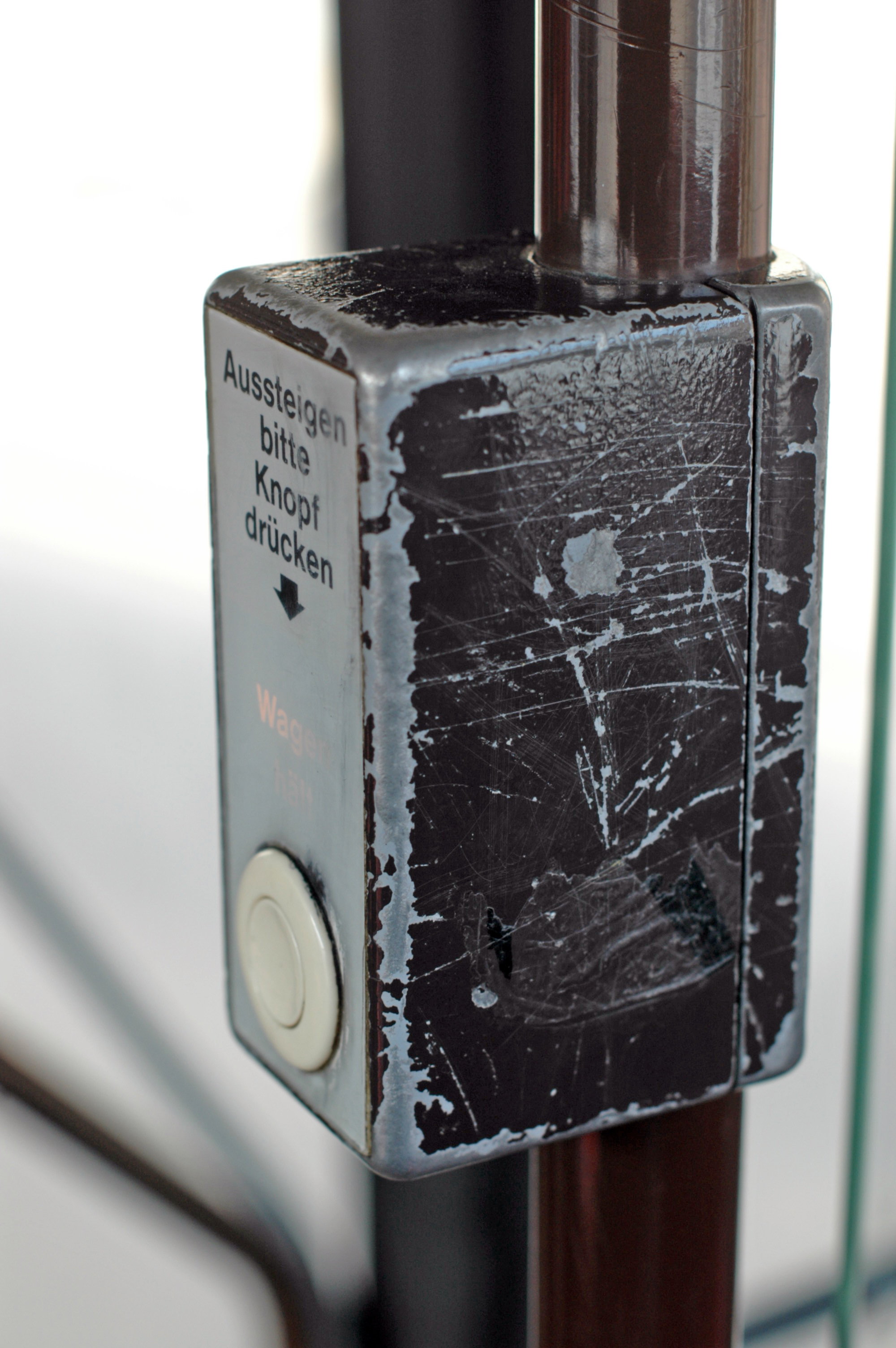
Solche Haltewunschtaster registrieren den Ausstiegswunsch bereits vor Ankunft, die Tür öffnet sich dann unmittelbar nach Freigabe
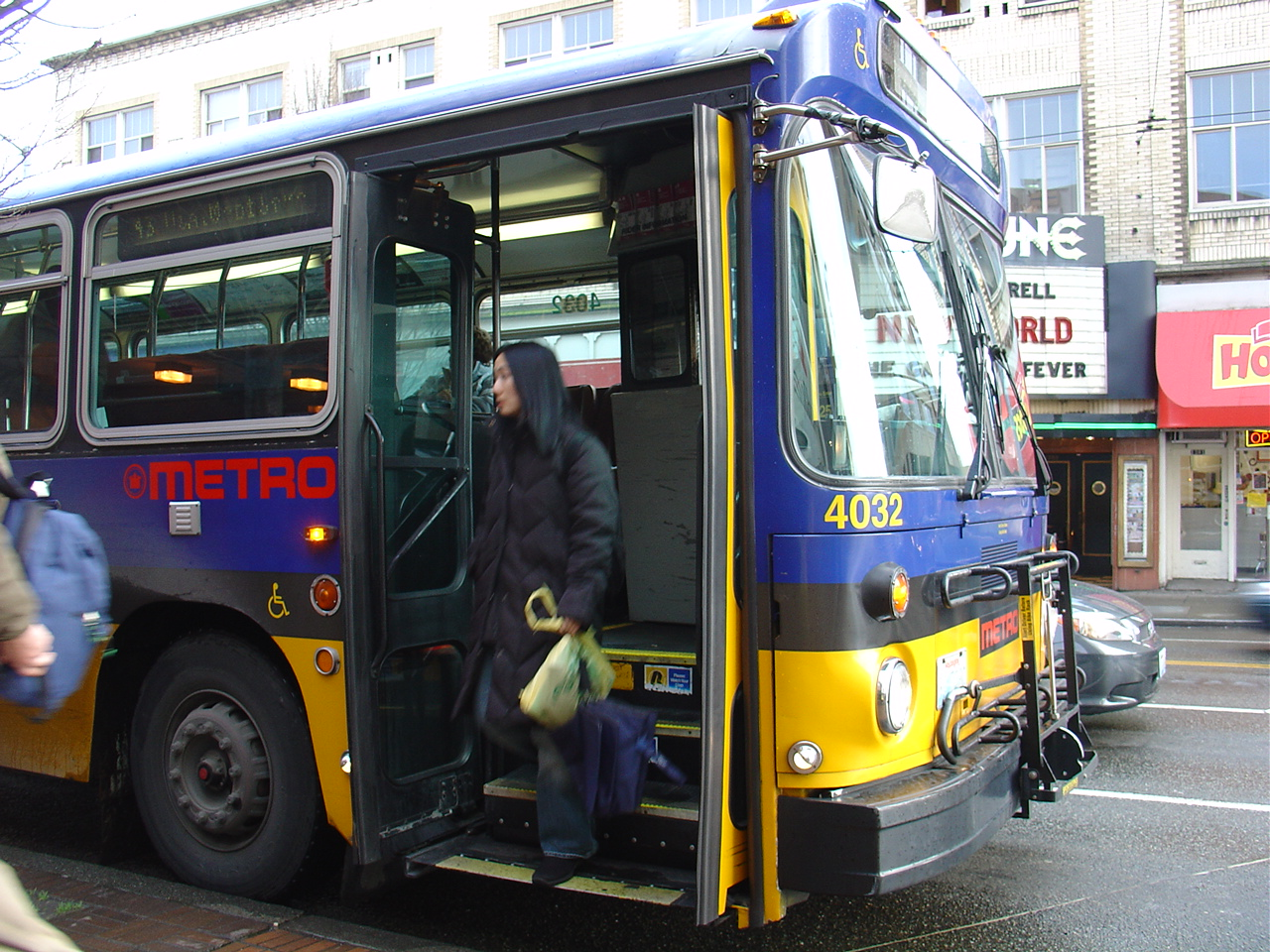
Hochflurige Fahrzeuge mit vielen Treppenstufen wirken sich negativ auf die Fahrgastwechselzeit aus
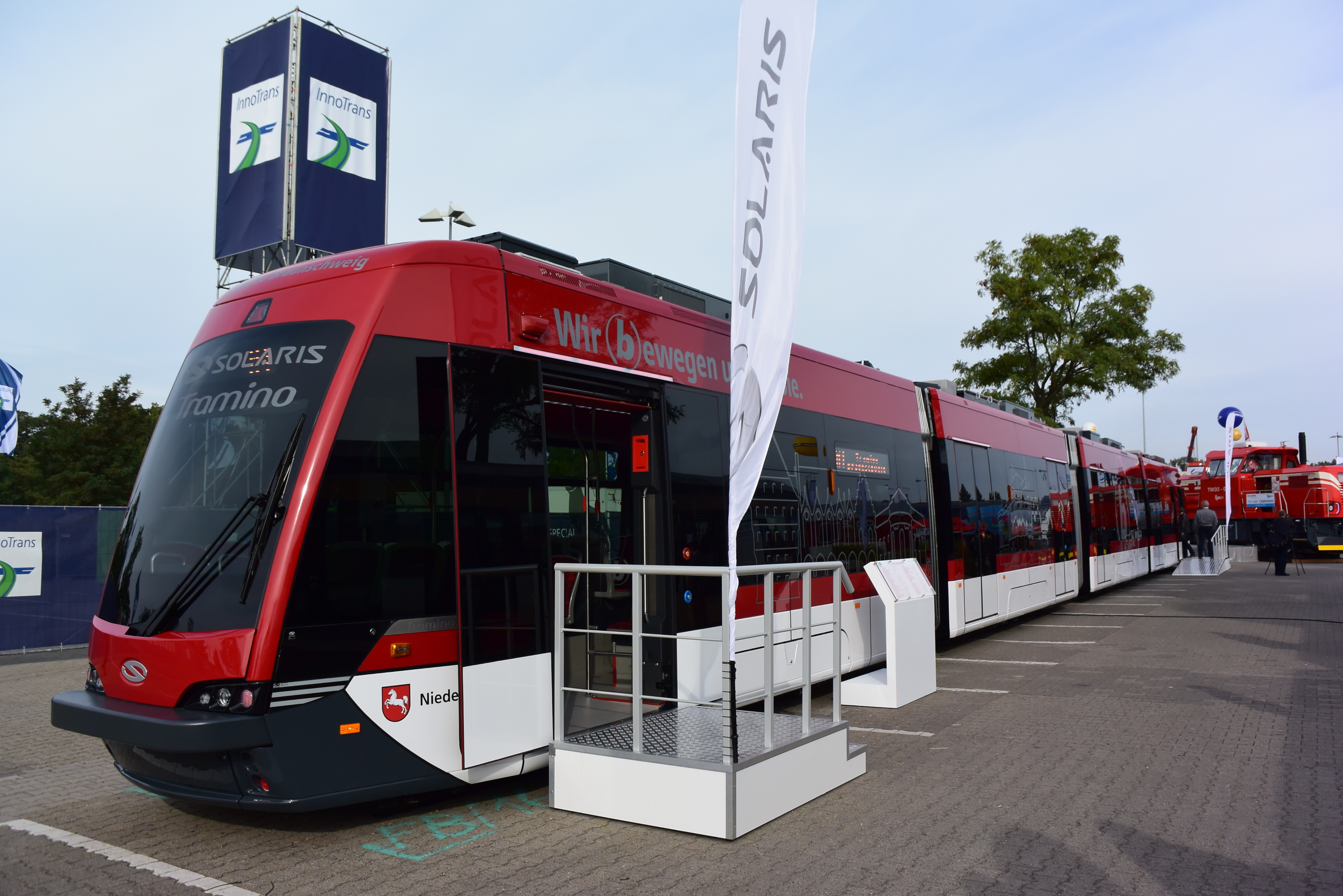
Ein Solaris Tramino mit Lichtleisten über den Türen
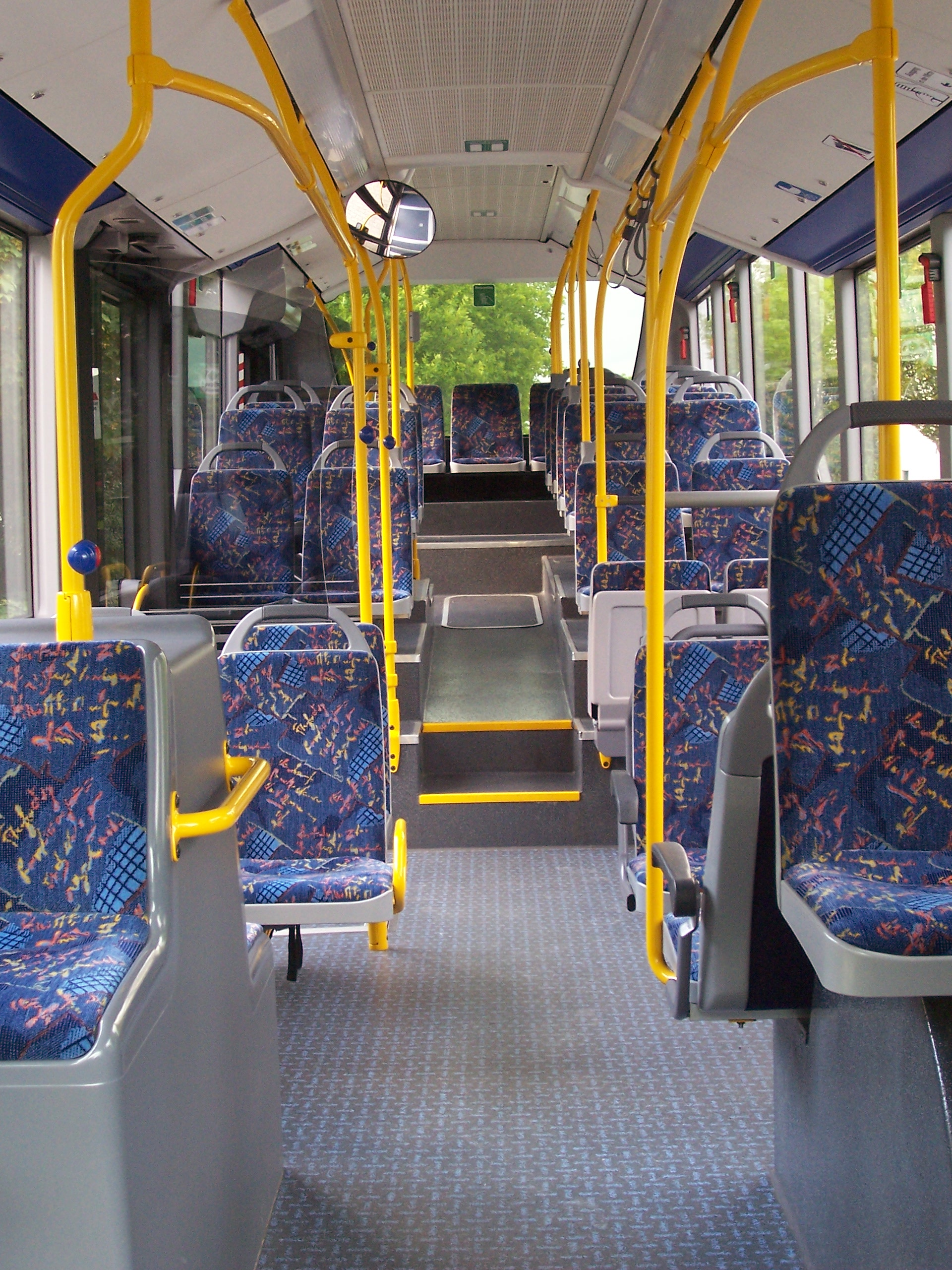
Beim Low-Entry-Konzept erfolgt das Treppensteigen im Fahrzeuginneren, das heißt unabhängig vom Ein- und Ausstieg

#### Beispiele an verschiedenen Fahrzeugen
| Fahrgastwechselzeiten verschiedener Eisenbahnfahrzeuge in Abhängigkeit von der Fahrgastwechselquote | Fahrgastwechselzeiten verschiedener Eisenbahnfahrzeuge in Abhängigkeit von der Fahrgastwechselquote | Fahrgastwechselzeiten verschiedener Eisenbahnfahrzeuge in Abhängigkeit von der Fahrgastwechselquote |
| --------------------------------------------------------------------------------------------------- | --------------------------------------------------------------------------------------------------- | --------------------------------------------------------------------------------------------------- |
| Fahrzeug                                                                                            | 50 %                                                                                                | 100 %                                                                                               |
| Abteilwagen Bauart BC4 Sa 13                                                                        | 030 s                                                                                               | 040 s                                                                                               |
| DB-Baureihe 420                                                                                     | 035 s                                                                                               | 060 s                                                                                               |
| x-Wagen (Mittelwagen)                                                                               | 065 s                                                                                               | 125 s                                                                                               |
| n-Wagen (Mittelwagen)                                                                               | 080 s                                                                                               | 140 s                                                                                               |
| SBB RABe 514                                                                                        | 115 s                                                                                               | 200 s                                                                                               |

In der nebenstehenden Tabelle werden die Fahrgastwechselzeiten verschiedener Fahrzeuge verglichen. Der Abteilwagen der Bauart BC4 Sa 13 wurde im Jahr 1913 in Sachsen hergestellt; der Innenraum bestand aus voneinander abgetrennten Abteilen, von denen jedes über jeweils eine eigene Tür auf jeder Wagenseite verfügte. Das Ein- und Aussteigen der Passagiere ging somit rasch vonstatten, allerdings waren Fahrgastwechselzeiten zur damaligen Zeit nicht ausschlaggebend.
Die Triebzüge der DB-Baureihe 420 wurden ab 1969 gebaut und von Beginn an für den Einsatz auf S-Bahn-Strecken konzipiert. Sowohl Endwagen als auch Mittelwagen des dreiteiligen Zuges verfügen über vier Türen pro Fahrzeugseite. Der Fahrgastwechsel geht bei diesen Zügen daher überdurchschnittlich schnell vonstatten. Die x-Wagen, ebenfalls reine S-Bahn-Fahrzeuge, besitzen drei Türen pro Seite und eine höhere Sitzplatzanzahl als die Züge der Baureihe 420 und haben so eine längere Fahrgastwechselzeit.
Die n-Wagen sind ein Beispiel für im Regionalverkehr eingesetzte Waggons und sind auf Strecken mit längeren Halteabständen unterwegs. Sie besitzen zwei Türen pro Seite. Die Triebzüge des Typs SBB RABe 514 sind Teil der Produktfamilie Siemens Desiro Double Deck: Durch ihre zwei Stockwerke haben sie ein erhöhtes Fassungsvermögen, aber nur zwei Türen pro Seite an den Wagenenden.

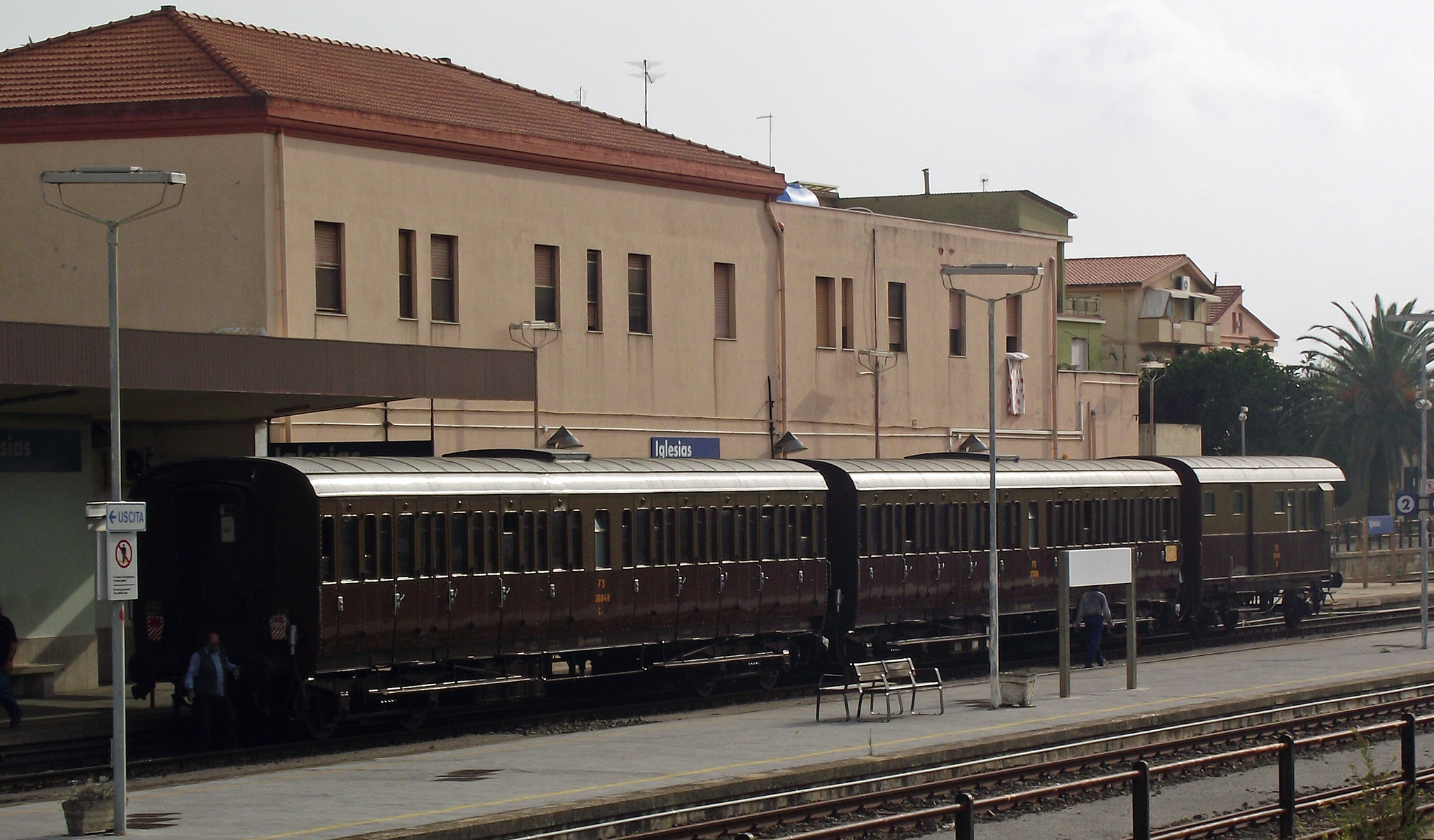
Italienischer Abteilwagen des Typs Centoporte („Hunderttürer“), jede Vierer-Sitzgruppe hat einen eigenen Zugang von außen
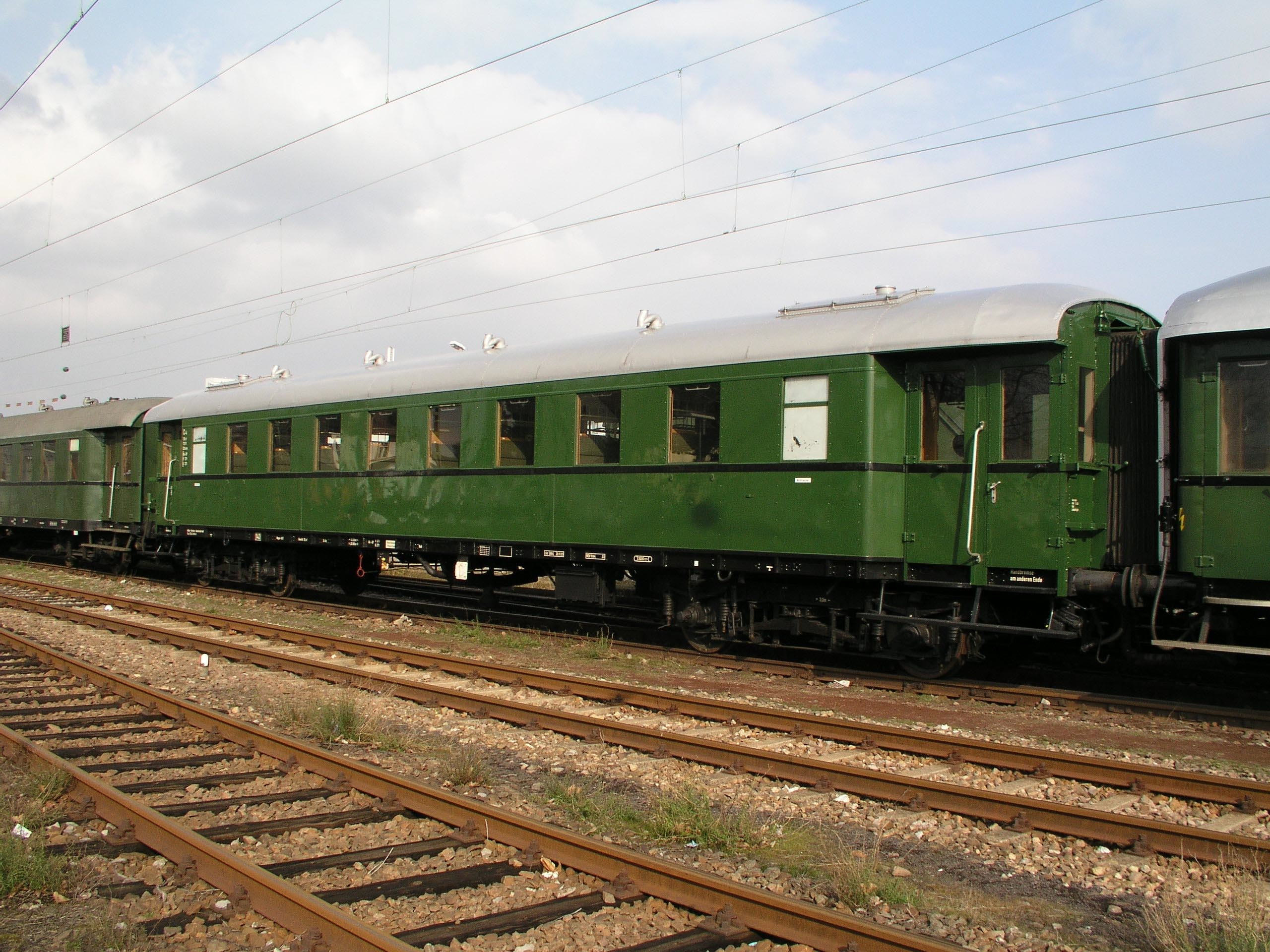
Für deutsche Eilzugwagen charakteristisch waren die Doppeltüren am Wagenende, sie stellen damit eine Mischform zwischen Nah- und Fernverkehrswagen dar
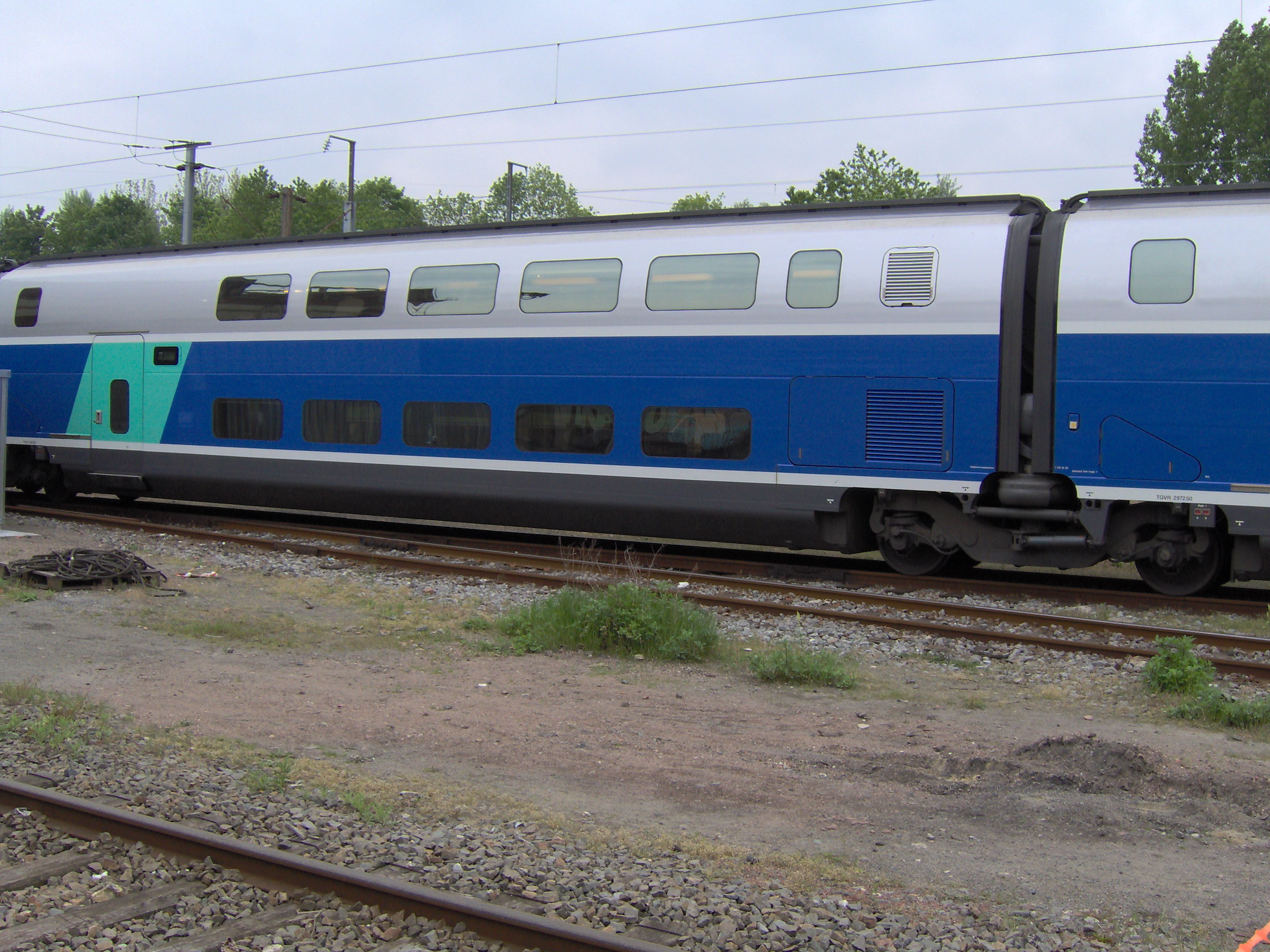
TGV-Duplex-Zwischenwagen besitzen trotz doppelstöckiger Bauweise nur eine Tür und haben dadurch eine relativ lange Fahrgastwechselzeit
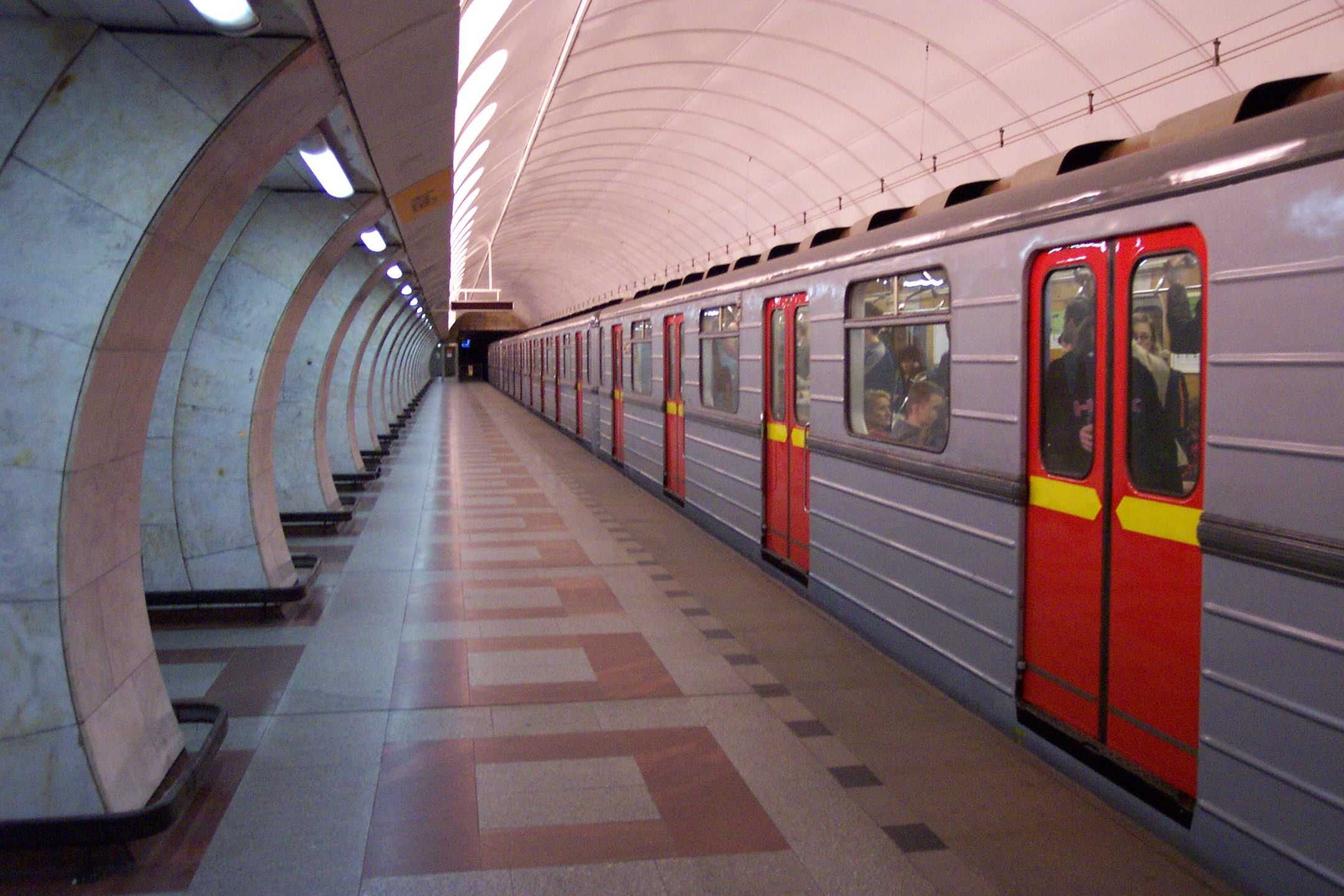
Insbesondere bei U-Bahnen sorgen zahlreiche Türen für kurze Aufenthalte, wie hier bei der Prager Metro. Zusätzlich kontrastieren die Türen farblich zur Wagenfarbe.
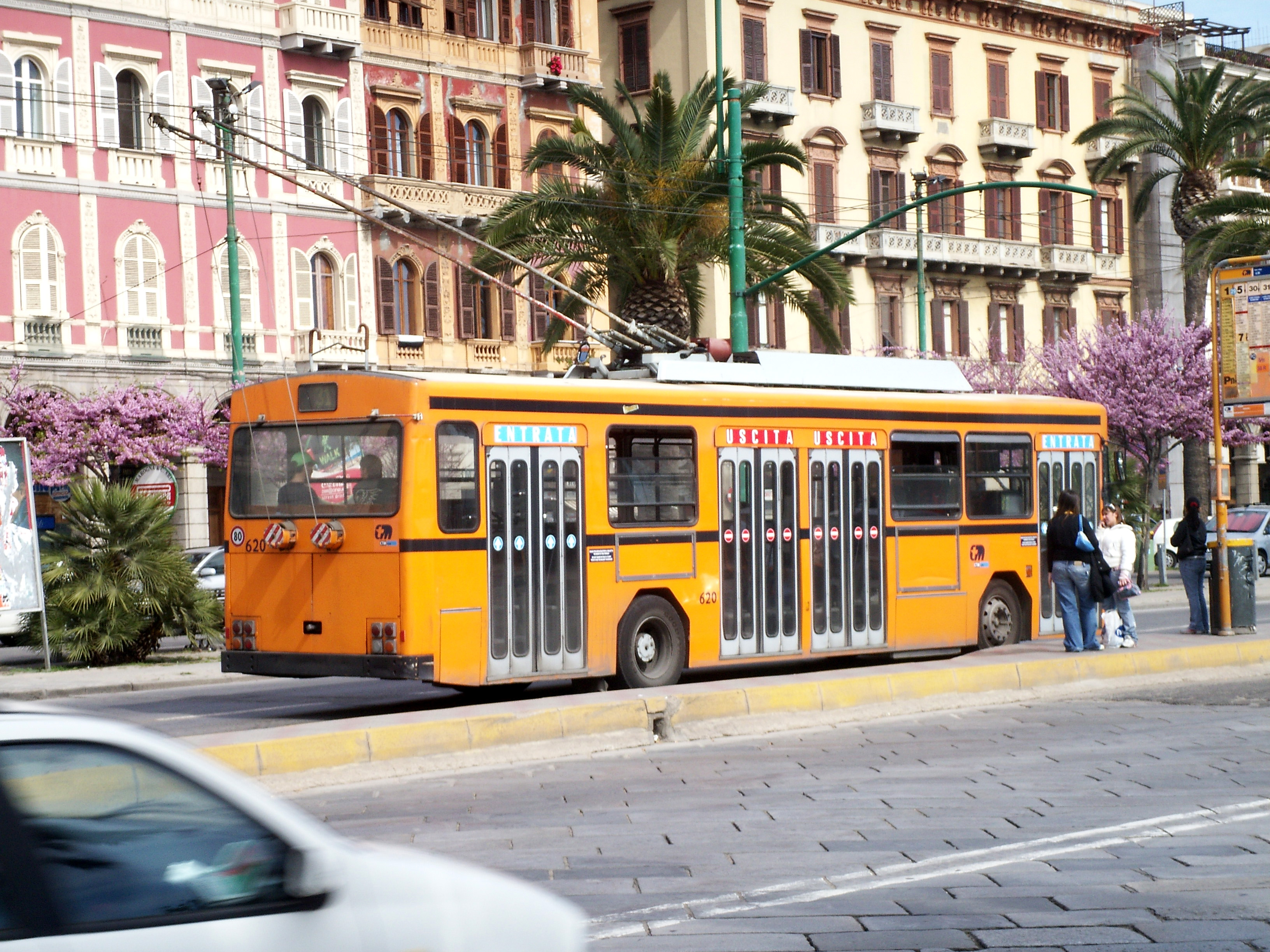
Fahrgastfluss bei einem italienischen Oberleitungsbus: Einstieg (entrata) vorne und hinten, Ausstieg (uscita) an der Doppeltür in der Mitte

### Stationsseitig
Unabhängig von den Fahrzeugen werden auch in den Stationen zahlreiche Maßnahmen ergriffen, um die Fahrgastwechselzeiten möglichst kurz zu halten. So ermöglicht beispielsweise die konsequente Verwendung von Hochbahnsteigen auch im Zusammenspiel mit nicht-niederflurigen Fahrzeugen einen zügigen Ein- und Ausstieg. Bei Niederflurfahrzeugen verhindern Tiefbahnsteige beziehungsweise Busbords zum einen, dass direkt von der Fahrbahn oder dem niedrigeren Bürgersteig aus eingestiegen werden muss und zum anderen, dass der Fahrgastwechsel durch den zwischen Fahrzeug und Gehweg fließenden Individualverkehr behindert wird. Auch die Bahnsteigbreite kann eine Rolle spielen, damit die in der Station wartenden Fahrgäste den Aussteigern nicht ungewollt den Weg versperren. Eine baulich besonders aufwändige Form ein- und aussteigende Fahrgäste zu trennen ist die spanische Lösung mit beidseitigen Bahnsteigen. Eine weitere Methode ist es, die Positionen, an denen die Türen des Fahrzeugs voraussichtlich zum Stehen kommen, auf dem Bahnsteig farblich zu markieren oder mit Bahnsteigtüren auszustatten. Dadurch können sich die wartenden Fahrgäste bereits vor Einfahrt des Zuges entsprechend aufstellen. Die Baselland Transport AG (BLT) wiederum kennzeichnet den Bereich, an welcher der einzige Niederflureinstieg ihrer älteren Gelenktriebwagen zum Stehen kommt, mit einer gelben Markierung. Ungünstig können sich ferner stark gekrümmte Bahnsteige auswirken, etwa wenn der Wagenführer erst aussteigen muss, um sich von der Abfahrbereitschaft des Zuges überzeugen zu können, anstatt sofort nach dem Türschließvorgang loszufahren.
Zugzielanzeiger wiederum informieren teilweise zusätzlich darüber, ob ein Kurz-, Viertel-, Halb-, Dreiviertel-, Voll- oder Langzug respektive eine Einfach- oder Mehrfachtraktion einfahren wird. Sie sollen bei langen Bahnsteigen verhindern, dass Personen an Positionen warten, an denen kürzere Züge gar nicht zum Stehen kommen und sich die Abfahrt durch warten auf diese Personen verzögert. An Bussteigen vor größeren Schulen kommen häufig Umlaufgitter zum Einsatz, um die Fahrgastströme nach Schulschluss besser zu kanalisieren und einen geordneten Zustieg in die Busse zu gewährleisten.
Darüber hinaus setzen manche Verkehrsunternehmen auf Informationskampagnen oder stationäre Lautsprecheransagen mit Aufforderungen wie erst aussteigen – dann einsteigen. Auch zur gewünschten Verteilung der Fahrgäste existieren Ansagen wie bitte benutzen sie alle Türen und darüber hinausgehende gezielte Aufklärungsmaßnahmen. So empfehlen beispielsweise die Kölner Verkehrsbetriebe (KVB) ihren Fahrgästen während der Karnevalszeit ausdrücklich:

„Unsere Bahnen haben einige Türen, jedoch neigen viele Fahrgäste dazu, sich auf die erste Tür zu konzentrieren. So dauert der Fahrgastwechsel viel zu lange und nicht nur dieser Zug gerät aus dem Fahrplantakt. Deshalb bitte auf den Bahnsteigen verteilen und alle Türen zum Einstieg nutzen.“

Eine wichtige Rolle spielt außerdem die Anzahl und die Position der Bahnsteigzugänge. Hat eine Station nur einen Zugang, besteht die Gefahr, dass sich die Fahrgäste alle an einem Einstieg zusammenballen. Besonders von Nachteil für kurze Fahrgastwechselzeiten sind Kopfbahnhöfe, weil sich dort die Fahrgäste zum Querbahnsteig hin ballen – insbesondere wenn dies die einzige Verbindung zwischen den einzelnen Bahnsteigen ist und auch Umsteiger diesen benutzen müssen. Einen ähnlichen Effekt können zu kurze Bahnsteigüberdachungen aufweisen, wenn die Fahrgäste bei Niederschlag oder starker Sonneneinstrahlung überwiegend die Einstiege im überdachten Teil des Bahnsteigs benutzen.
Bei Bussen verhindern Haltestellenkaps, dass sich die Fahrzeuge nach erfolgtem Fahrgastwechsel wieder in den fließenden Verkehr einfädeln müssen und weitere Zeit verlieren. Im Stadtverkehr wiederum können Haltestellen gezielt vor größeren Straßenkreuzungen angelegt werden, um die Wartezeit an der Lichtsignalanlage gleichzeitig für den Fahrgastwechsel zu nutzen. Spezielle Türschließsignale zeigen dem Fahrer dabei an, wann er den Fahrgastwechsel beenden muss, um die nächste Grünphase nicht zu verpassen. Eine weitere Maßnahme ist es, stark frequentierte Haltestellen mit langen Bahnsteigen als Doppelhaltestellen auszuweisen, damit die dort verkehrenden Fahrzeuge nur einmal zum Fahrgastwechsel halten müssen.
Obwohl die Fahrgastwechselzeit im Schienenpersonenfernverkehr nur eine untergeordnete Rolle spielt, werden dennoch auch dort Maßnahmen ergriffen. Beispiele hierfür sind Wagenstandanzeiger samt der damit verbundenen Einteilung der Bahnsteige in Sektoren oder Durchsagen wie „Erste Wagenklasse befindet sich an der Spitze des Zuges“ respektive „Das Fahrradabteil befindet sich am Schluss des Zuges“.

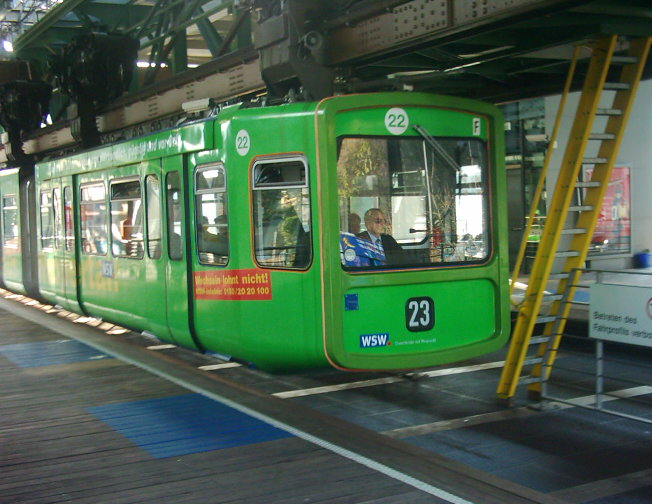
Bei der Wuppertaler Schwebebahn zeigen blaue Markierungen auf dem Boden die Position der Türen an
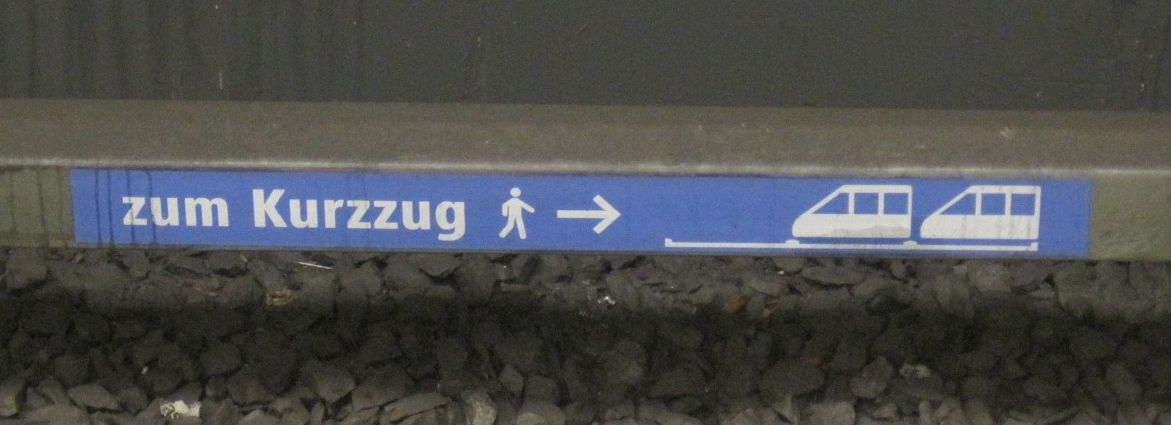
Dieser an einer Stromschiene der U-Bahn München angebrachte Aufkleber weist die Fahrgäste auf die Halteposition eines sogenannten Kurzzugs hin, der nur zwei Drittel der Bahnsteiglänge ausfüllt
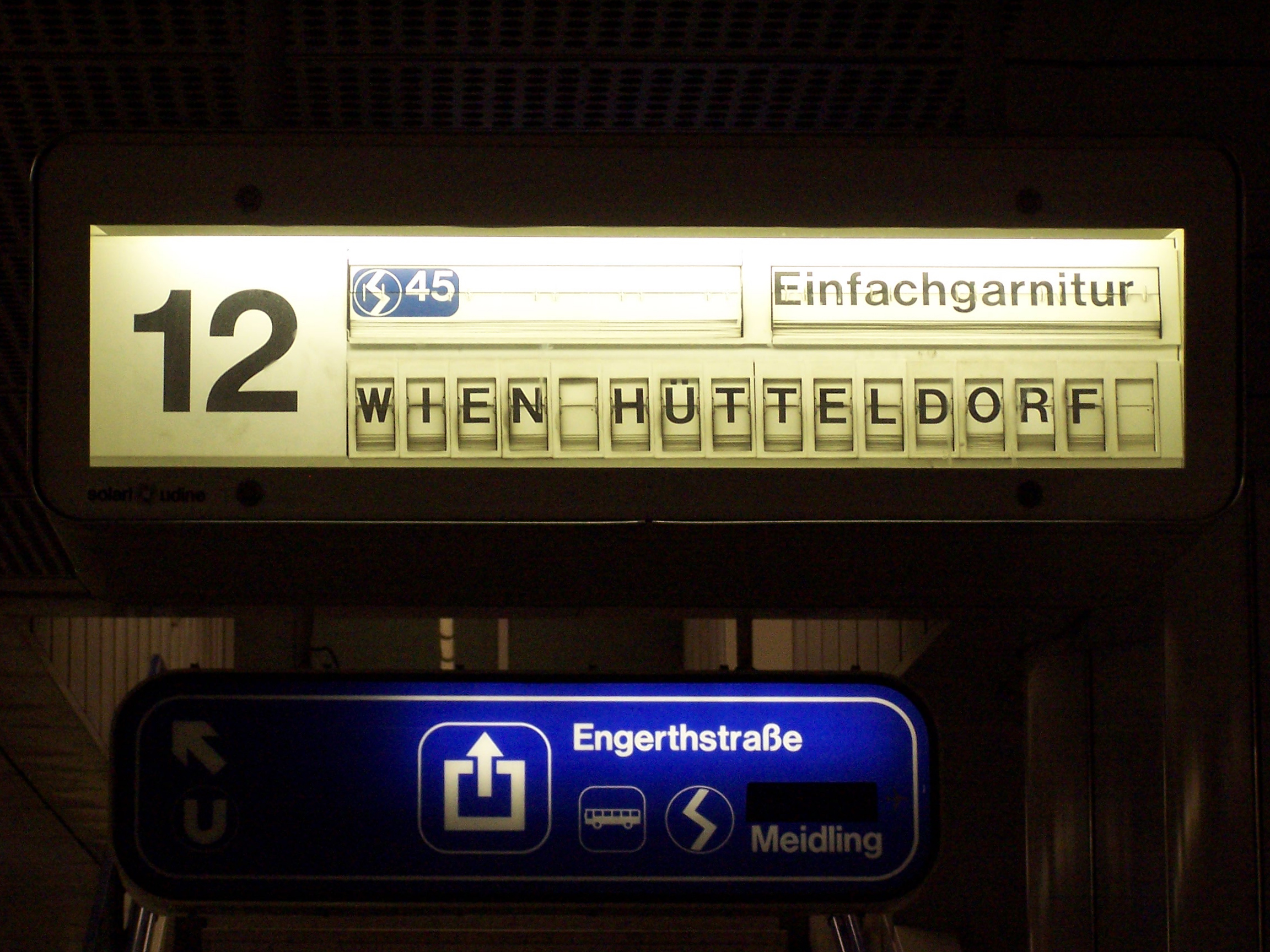
Diese Fallblattanzeige der S-Bahn Wien weist explizit auf eine sogenannte Einfachgarnitur hin, die nicht die gesamte Bahnsteiglänge ausfüllt
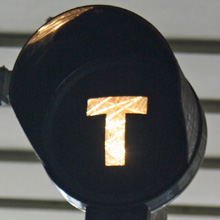
Das Signal Türen schließen zeigt Straßenbahnfahrern an ampelgeregelten Straßenkreuzungen an, wann sie den Fahrgastwechsel beenden müssen um die nächste Grünphase zu erreichen
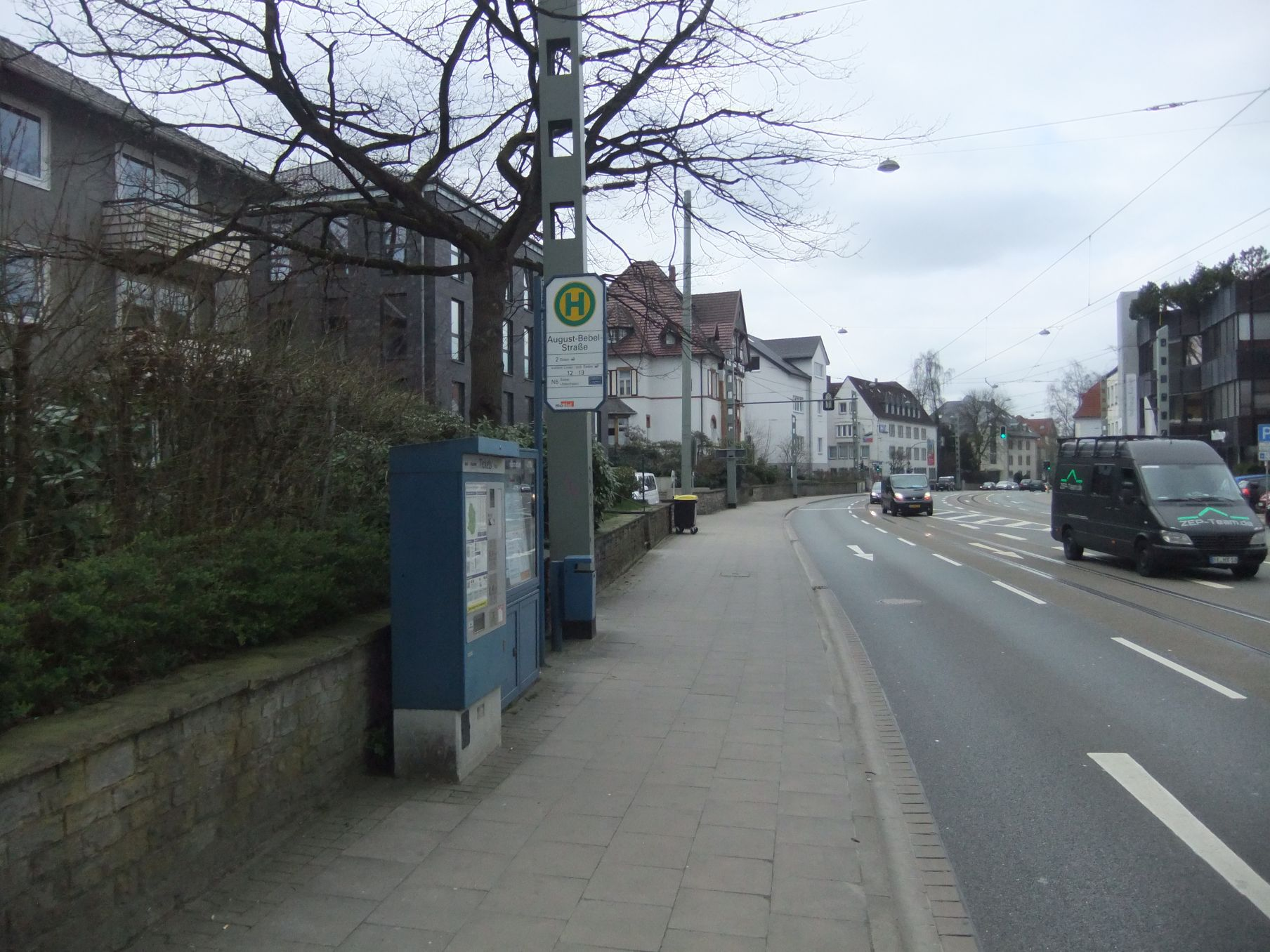
Müssen die Fahrgäste direkt von der Fahrbahn einsteigen, kann der Fahrgastwechsel durch den Individualverkehr behindert werden
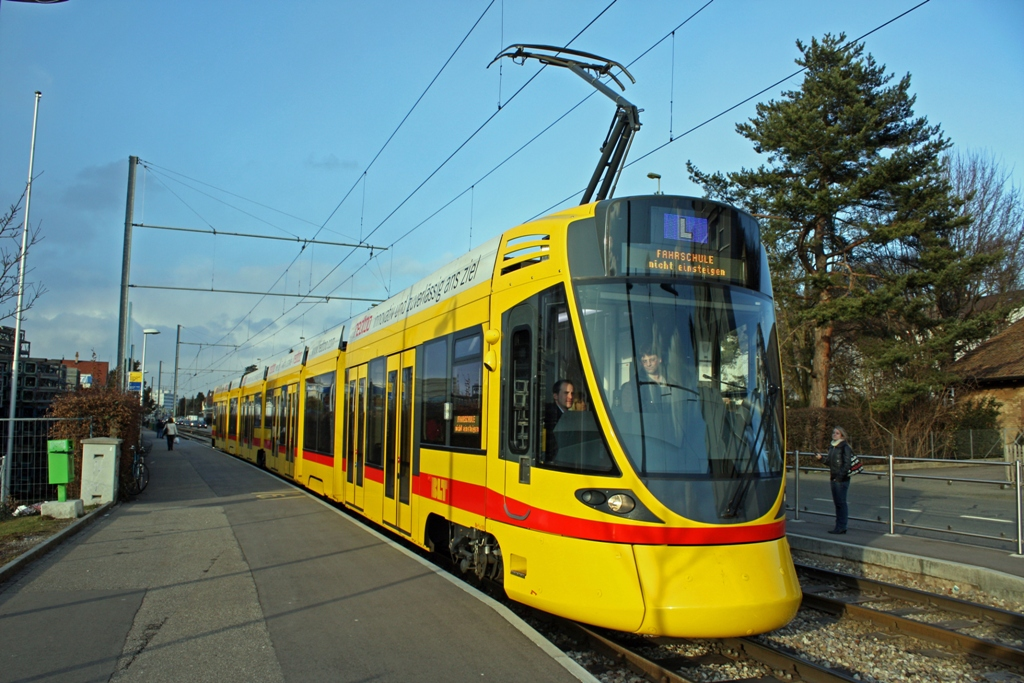
BLT: Kennzeichnung des garantierten Niederflureinstiegs mit gelber Bodenmarkierung (auf Höhe des zweiten Drehgestells)

### Fahrgastseitig
Neben der Anzahl der an einer Station ein- und aussteigenden Fahrgäste kann auch deren Verhalten, Alter und gesundheitlicher Zustand die Fahrgastwechselzeit beeinflussen. So behindern beispielsweise Passagiere die, anstatt in den Wagen aufzurücken, unmittelbar nach dem Einstieg im Türbereich stehen bleiben den Personenstrom erheblich. Ebenso können gemeinsam reisende Gruppen, Fahrgäste mit sperrigen Gepäckstücken, Fahrrädern, Rollatoren, Hunden oder Kinderwagen sowie Rollstuhlfahrer, mobilitätseingeschränkte Personen und Blinde beziehungsweise Sehbehinderte die Abfahrt verzögern. Beispielsweise lehnt die Deutsche Bahn die Fahrradmitnahme im Intercity-Express mit der Begründung ab, für die Verladung wären längere Haltezeiten in den Bahnhöfen notwendig. Zudem existieren systematische Schwankungen als Folge der im Tagesverlauf unterschiedlichen Mobilitätsbedürfnisse der Fahrgäste, das heißt, es besteht ein Kontrast zwischen routinierten Alltagsfahrern – die beispielsweise in der morgendlichen Hauptverkehrszeit überwiegen – und weniger routinierten Gelegenheitsfahrgästen über den Tag verteilt.

### Betriebseitig

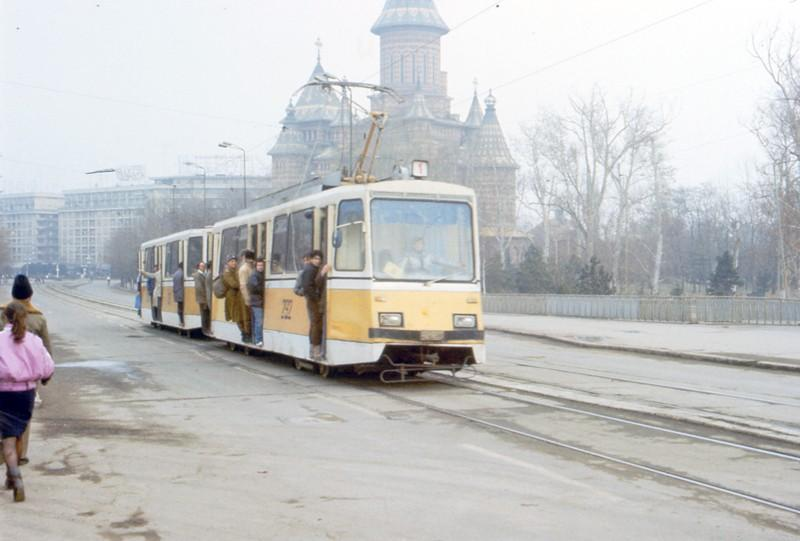
Überbelegte Fahrzeuge verlängern den Fahrgastwechsel deutlich, weil die im Fahrzeug befindlichen Fahrgäste die Türen nicht erreichen und die von außen hineindrängenden Fahrgäste nicht in den Wagen aufrücken können.

Die Fahrgastwechselzeit hat neben der möglichen Geschwindigkeit, der Zuglänge und dem Beschleunigungs- und Bremsverhalten der eingesetzten Züge Einfluss auf die Leistungsfähigkeit einer Bahnstrecke. Bei dichten Zugfolgen muss die Position und die Ausgestaltung der Blockabschnitte an die Fahrgastwechselzeiten in den einzelnen Stationen angepasst werden, um Verspätungen vorzubeugen. Auch der Besetzungsgrad des Fahrzeugs spielt eine Rolle. So kann es bei stark überfüllten Zügen beispielsweise vorkommen, dass im Türbereich stehende Fahrgäste erst den Wagen verlassen müssen, um andere aussteigen zu lassen, dann aber selbst erneut einsteigen müssen. Bedarfshalte wiederum verhindern, dass zwangsweise eine Wartezeit an Stationen eingelegt werden muss, obwohl niemand ein- oder aussteigen möchte.
Außerdem verzichten viele Verkehrsbetriebe aus Zeitgründen darauf, beim Fahrer Fahrkarten erwerben zu können beziehungsweise bereits vorhandene Sichtkarten vom Fahrer prüfen zu lassen. Im Gegenzug kann sich die Häufung einsteigender Fahrgäste an einer Tür durch Maßnahmen zur Einnahmensicherung, wie beispielsweise den kontrollierten Vordereinstieg, sowie ein hoher Anteil an Fahrscheinverkäufen im Bartarif negativ auf die Fahrgastwechselzeit auswirken.